# Associazione Calcio Perugia 1990-1991
Questa voce raccoglie le informazioni riguardanti l'Associazione Calcio Perugia nelle competizioni ufficiali della stagione 1990-1991.

## Rosa
| N. |                   | Ruolo | Calciatore             |
| -- | ----------------- | ----- | ---------------------- |
|    | Italia (bandiera) | D     | Massimo Beghetto       |
|    | Italia (bandiera) | D     | Marcello Castellini    |
|    | Italia (bandiera) | A     | Michele Cossato        |
|    | Italia (bandiera) | A     | Salvo Fulvio D'Adderio |
|    | Italia (bandiera) | C     | Giuseppe Del Giudice   |
|    | Italia (bandiera) | P     | Nicola Di Leo          |
|    | Italia (bandiera) | D     | Alfonso Di Marco       |
|    | Italia (bandiera) | A     | Roberto Di Nicola      |
|    | Italia (bandiera) | D     | Franco Farneti         |
|    | Italia (bandiera) | C     | Paolo Favaretto        |
|    | Italia (bandiera) | A     | Claudio Fermanelli     |
|    | Italia (bandiera) | D     | Cristiano Fino         |

| N. |                   | Ruolo | Calciatore                |
| -- | ----------------- | ----- | ------------------------- |
|    | Italia (bandiera) | A     | Flavio Fiorio             |
|    | Italia (bandiera) | D     | Roberto Galletti          |
|    | Italia (bandiera) | C     | Antonio Franco Pannitteri |
|    | Italia (bandiera) | C     | Gionni Pivetta            |
|    | Italia (bandiera) | D     | Valiant Rosati            |
|    | Italia (bandiera) | D     | Marco Saltarelli          |
|    | Italia (bandiera) | A     | Roberto Savi              |
|    | Italia (bandiera) | D     | Gianbattista Scugugia     |
|    | Italia (bandiera) | D     | Daniele Tacconi           |
|    | Italia (bandiera) | C     | Carlo Valentini           |
|    | Italia (bandiera) | P     | Graziano Vinti            |
|    | Italia (bandiera) | P     | Pasquale Visconti         |

## Risultati

### Campionato

#### Girone di andata
| 16 settembre 1990 1ª giornata | Perugia | 0 – 0 | Licata |  |

| 23 settembre 1990 2ª giornata | Casertana | 2 – 3 | Perugia |  |

| 30 settembre 1990 3ª giornata | Perugia | 1 – 0 | Monopoli |  |

| 7 ottobre 1990 4ª giornata | Fidelis Andria | 1 – 1 | Perugia |  |

| 14 ottobre 1990 5ª giornata | Perugia | 2 – 0 | Campania Puteolana |  |

| 21 ottobre 1990 6ª giornata | Battipagliese | 0 – 0 | Perugia |  |

| 4 novembre 1990 7ª giornata | Siena | 1 – 1 | Perugia |  |

| 11 novembre 1990 8ª giornata | Perugia | 2 – 1 | Catania |  |

| 18 novembre 1990 9ª giornata | Arezzo | 0 – 0 | Perugia |  |

| 25 novembre 1990 10ª giornata | Perugia | 1 – 1 | Palermo |  |

| 2 dicembre 1990 11ª giornata | Ternana | 1 – 0 | Perugia |  |

| 9 dicembre 1990 12ª giornata | Perugia | 2 – 0 | Catanzaro |  |

| 16 dicembre 1990 13ª giornata | Torres | 0 – 2 | Perugia |  |

| 30 dicembre 1990 14ª giornata | Perugia | 3 – 2 | Siracusa |  |

| Arbitro: | Bertocci (Genova) |

|                       |           |                       |
| Roberto Di Nicola 28’ | Marcatori | 82’ Felice Centofanti |

| 13 gennaio 1991 16ª giornata | Casarano | 1 – 0 | Perugia |  |

| 20 gennaio 1991 17ª giornata | Perugia | 1 – 2 | Giarre |  |

#### Girone di ritorno
| 3 febbraio 1991 18ª giornata | Licata | 2 – 0 | Perugia |  |

| 10 febbraio 1991 19ª giornata | Perugia | 0 – 0 | Casertana |  |

| 17 febbraio 1991 20ª giornata | Monopoli | 0 – 0 | Perugia |  |

| 24 febbraio 1991 21ª giornata | Perugia | 3 – 1 | Fidelis Andria |  |

| 3 marzo 1991 22ª giornata | Campania Puteolana | 0 – 1 | Perugia |  |

| 17 marzo 1991 23ª giornata | Perugia | 4 – 0 | Battipagliese |  |

| 24 marzo 1991 24ª giornata | Perugia | 1 – 2 | Siena |  |

| 30 marzo 1991 25ª giornata | Catania | 1 – 0 | Perugia |  |

| 7 aprile 1991 26ª giornata | Perugia | 2 – 1 | Arezzo |  |

| 14 aprile 1991 27ª giornata | Palermo | 1 – 1 | Perugia |  |

| 28 aprile 1991 28ª giornata | Perugia | 0 – 0 | Ternana |  |

| 5 maggio 1991 29ª giornata | Catanzaro | 0 – 0 | Perugia |  |

| 12 maggio 1991 30ª giornata | Perugia | 1 – 2 | Torres |  |

| 19 maggio 1991 31ª giornata | Siracusa | 1 – 1 | Perugia |  |

| Arbitro: | Gennaro Borriello (Mantova) |

|              |           |  |
| Varriale 38’ | Marcatori |  |

| 2 giugno 1991 33ª giornata | Perugia | 1 – 0 | Casarano |  |

| 9 giugno 1991 34ª giornata | Giarre | 1 – 2 | Perugia |  |